# GWD Minden
Pour les articles homonymes, voir GWD.
Maillots
Actualités
Dernière mise à jour : 27 juillet 2014.
Le TV GWD Minden (Turn- und Sportverein Grün-Weiß Dankersen Minden) est un club allemand de handball basé à Minden. Il évolue à nouveau en Bundesliga depuis 2016.

## Historique
Le handball s'implante dans le quartier de Dankersen dans la ville de Minden en 1924. Le premier club s'appelle TV Eiche (les chênes). Après la guerre, le club repart sous un nouveau nom TSV Grün-Weiß Dankersen (GWD), intégrant les couleurs du club, vert (grün) et blanc (weiß). Afin de s'offrir une meilleure visibilité vis-à-vis des sponsors, le club devient GWD Minden en 1984.
En 2004, le GWD Minden tente un rapprochement avec la ville de Hanovre (75 km plus à l'est) et joue une partie de ses rencontres à la TUI Arena qui peut accueillir jusqu'à 14 000 spectateurs. 
À cette occasion, l'équipe première change encore de dénomination : GWD Minden-Hannover. L'expérience ne dure qu'un an, les spectateurs de Hanovre ne trouvant guère d'intérêt au handball, et le TSV GWD Minden reprend droit de cité.
Sportivement, le club fut l'un des meilleurs d'Allemagne dans les années 1970 (deux titres de champion et trois Coupes d'Allemagne en salle, trois titres de champion en handball à onze) et n'a jamais quitté la première ou la deuxième division nationale depuis la création de la Bundesliga en 1966.
S'il a passé plus de temps en première division qu'en deuxième, une première descente d'une année en 1981 préfigure une seconde qui sera nettement plus longue puisqu'elle dure 9 saisons, entre 1986 et 1995.
À la remontée, de grandes ambitions animent le club et celui-ci recrute de très grands joueurs (Stéphane Stoecklin qui sera élu meilleur joueur du monde en 1997 pendant son passage dans le club, Vlado Šola et Magnus Andersson puis Talant Dujshebaev et Alexandre Toutchkine), mais les résultats ne suivent pas et le club ne parvient pas à ajouter de ligne à son palmarès. Depuis cette époque, si le club évolue toujours en Bundesliga, il flirte régulièrement avec la relégation.

### Parcours
| Saison    | Niveau | Division        | Place          |
| --------- | ------ | --------------- | -------------- |
| 1966–1967 | 1      | Bundesliga      | 2e poule Nord  |
| 1967–1968 | 1      | Bundesliga Nord | 2e poule Nord  |
| 1968–1969 | 1      | Bundesliga      | 4e poule Nord  |
| 1969–1970 | 1      | Bundesliga Nord | 3e poule Nord  |
| 1970–1971 | 1      | Bundesliga      | Champion       |
| 1971–1972 | 1      | Bundesliga      | 3e poule Nord  |
| 1972–1973 | 1      | Bundesliga      | Demi-finale    |
| 1973–1974 | 1      | Bundesliga      | 3e poule Nord  |
| 1974–1975 | 1      | Bundesliga      | Finaliste      |
| 1975–1976 | 1      | Bundesliga      | Finaliste      |
| 1976–1977 | 1      | Bundesliga      | Champion       |
| 1977–1978 | 1      | Bundesliga      | 3e             |
| 1978–1979 | 1      | Bundesliga      | 6e             |
| 1979–1980 | 1      | Bundesliga      | 6e             |
| 1980–1981 | 1      | Bundesliga      | 12e            |
| 1981–1982 | 2      | 2.Bundesliga    | 1er poule Nord |
| 1982–1983 | 1      | Bundesliga      | 7e             |
| 1983–1984 | 1      | Bundesliga      | 8e             |
| 1984–1985 | 1      | Bundesliga      | 8e             |

| Saison    | Niveau | Division     | Place          |
| --------- | ------ | ------------ | -------------- |
| 1985–1986 | 1      | Bundesliga   | 13e            |
| 1986–1987 | 2      | 2.Bundesliga | 3e poule Nord  |
| 1987–1988 | 2      | 2.Bundesliga | 3e poule Nord  |
| 1988–1989 | 2      | 2.Bundesliga | 4e poule Nord  |
| 1989–1990 | 2      | 2.Bundesliga | 10e poule Nord |
| 1990-1991 | 2      | 2.Bundesliga | 5e poule Nord  |
| 1991-1992 | 2      | 2.Bundesliga | 3e poule Nord  |
| 1992-1993 | 2      | 2.Bundesliga | 3e poule Nord  |
| 1993-1994 | 2      | 2.Bundesliga | 2e poule Nord  |
| 1994-1995 | 2      | 2.Bundesliga | 1er poule Nord |
| 1995-1996 | 1      | Bundesliga   | 14e            |
| 1996-1997 | 1      | Bundesliga   | 11e            |
| 1997-1998 | 1      | Bundesliga   | 10e            |
| 1998-1999 | 1      | Bundesliga   | 10e            |
| 1999-2000 | 1      | Bundesliga   | 7e             |
| 2000-2001 | 1      | Bundesliga   | 9e             |
| 2002-2003 | 1      | Bundesliga   | 12e            |
| 2003-2004 | 1      | Bundesliga   | 13e            |
| 2004-2005 | 1      | Bundesliga   | 16e            |

| Saison    | Niveau | Division     | Place |
| --------- | ------ | ------------ | ----- |
| 2005-2006 | 1      | Bundesliga   | 13e   |
| 2006-2007 | 1      | Bundesliga   | 14e   |
| 2007-2008 | 1      | Bundesliga   | 15e   |
| 2008-2009 | 1      | Bundesliga   | 13e   |
| 2009–2010 | 1      | Bundesliga   | 18e   |
| 2010–2011 | 2      | 2.Bundesliga | 2e    |
| 2011–2012 | 2      | 2.Bundesliga | 1er   |
| 2012–2013 | 1      | Bundesliga   | 14e   |
| 2013–2014 | 1      | Bundesliga   | 14e   |
| 2014–2015 | 1      | Bundesliga   | 16e   |
| 2015-2016 | 2      | 2.Bundesliga | 2e    |
| 2016–2017 | 1      | Bundesliga   | 12e   |
| 2017–2018 | 1      | Bundesliga   | 12e   |
| 2018–2019 | 1      | Bundesliga   | 14e   |
| 2019–2020 | 1      | Bundesliga   | 15e   |
| 2020–2021 | 1      | Bundesliga   | 16e   |
| 2021–2022 | 1      | Bundesliga   | 16e   |
| 2022–2023 | 1      | Bundesliga   | 17e   |
| 2023–2024 | 2      | 2.Bundesliga | 15e   |

## Palmarès
| Format          | Compétitions internationales                                | Compétitions nationales |
| Handball à onze | - Coupe d'Europe (de) (3) : 1968 (de), 1969 (de), 1970 (de) | - Championnat d'Allemagne (de) (3) : 1967, 1970, 1971                                                                                               |
| Handball à sept | - Coupe des coupes (C2) : - Finaliste en 1976               | - Championnat d'Allemagne (2) : 1971, 1977 - Coupe d'Allemagne (3) : 1975, 1976, 1979 - Championnat d'Allemagne junior (4) : 1972, 1978, 1995, 2000 |

## Personnalités liées au club

### Joueurs célèbres
Parmi les joueurs ayant évolué au club, on trouve
- Magnus Andersson : de 1997 à 1998
- Dalibor Doder : de 2010 à 2019, élu meilleur demi-centre du Championnat du monde 2011
- Talant Dujshebaev : de 1998 à 2001, élu meilleur demi-centre des Jeux olympiques 2000
- Snorri Steinn Guðjónsson : de 2005 à 2007
- Michael Haaß (de) : de 2007 à 2009
- Robert Hedin : de 1993 à 1998
- Magnus Jernemyr : de 2014 à 2017
- Herbert Lübking (en) : de 1949 (formé au club) à 1970
- Vlado Šola : de 1996 à 1998
- Stéphane Stoecklin : de 1996 à 1998, élu meilleur joueur du monde en 1997 et meilleur buteur du championnat d'Allemagne en 1998.
- Alexandre Toutchkine : de 1998 à 2000

### Entraîneurs
- Velimir Kljaić (10/2004–2005)
- Sead Hasanefendić (3-6/2013)
- Goran Perkovac (2013–2/2015)
- Frank Carstens (depuis 2/2015)

## Infrastructure
- La Kampa-Halle est la salle du club, elle possède une capacité de 4000 places.
- La TUI Arena fut la salle du club lors de la saison 2004/2005, lorsque le club essaya de se rapprocher de Hanovre.